# Neithotep
Neithotep – pierwsza znana z imienia żona władcy starożytnego Egiptu - Aha.
Pochodziła prawdopodobnie z rodu zdetronizowanych władców miasta Sais. Jej imię pochodziło od bogini Neith, która wywodziła się z jej rodzinnego miasta, i znaczyło „Neith jest Pokojem”. Władca poślubił ją, aby mocniej związać ze sobą podbite miasto i zyskać przychylność jego mieszkańców, a także pozostałych mieszkańców Dolnego Egiptu, co miało przypieczętować zjednoczenie Górnego Egiptu z Dolnym. Niewykluczone, że po śmierci swego męża przez krótki okres pełniła urząd regentki.
Po śmierci Neithotep została pochowana w okazałym grobowcu w Nagada.